# Championnat de Bulgarie de football 2003-2004
Navigation
Saison précédente Saison suivante
La saison 2003-2004 du Championnat de Bulgarie de football était la 80e édition du championnat de première division en Bulgarie. Les 16 meilleurs clubs du pays se retrouvent au sein d'une poule unique, la A Professionnal Football League, où ils s'affrontent deux fois, à domicile et à l'extérieur. À l'issue du championnat, les trois derniers du classement sont relégués et remplacés par les trois premiers de deuxième division.
C'est le Lokomotiv Plovdiv qui remporte la compétition en terminant du championnat. C'est le tout premier titre de champion de Bulgarie de l'histoire du club.

## Les 14 clubs participants
| - PFK Levski Sofia - FK CSKA Sofia - Lokomotiv Plovdiv - Litex Lovech - Naftex Burgas - PFC Slavia Sofia - Botev Plovdiv - Belassitza Petritch - Promu de D2 | - Lokomotiv Sofia - Vidima-Rakovski Sevlievo - Promu de D2 - Cherno More Varna - Chernomorets Burgas - Makedonka Slava Simitli - Promu de D2 - Spartak Varna - Marek Dupnitsa - Rodopa Smoljan - Promu de D2 |

## Compétition

### Classement
Le barème utilisé pour établir le classement est le suivant :
- Victoire : 3 points
- Match nul : 1 point
- Défaite : 0 point

| Rang | Équipe                     | Pts | J  | G  | N  | P  | Bp | Bc | Diff |
| ---- | -------------------------- | --- | -- | -- | -- | -- | -- | -- | ---- |
| 1    | Lokomotiv Plovdiv          | 75  | 30 | 24 | 3  | 3  | 74 | 24 | +50  |
| 2    | PFK Levski Sofia           | 72  | 30 | 22 | 6  | 2  | 59 | 16 | +43  |
| 3    | FK CSKA Sofia T            | 65  | 30 | 20 | 5  | 5  | 65 | 28 | +37  |
| 4    | Litex Lovech C             | 64  | 30 | 18 | 10 | 2  | 43 | 20 | +23  |
| 5    | PFC Slavia Sofia           | 57  | 30 | 18 | 3  | 9  | 57 | 30 | +27  |
| 6    | Cherno More Varna          | 38  | 30 | 10 | 8  | 12 | 45 | 53 | -8   |
| 7    | Marek Dupnitsa             | 38  | 30 | 12 | 2  | 16 | 33 | 50 | -17  |
| 8    | Naftex Burgas              | 35  | 30 | 9  | 8  | 13 | 49 | 38 | +11  |
| 9    | Lokomotiv Sofia            | 33  | 30 | 8  | 9  | 13 | 37 | 48 | -11  |
| 10   | Rodopa Smoljan P           | 33  | 30 | 10 | 3  | 17 | 28 | 47 | -19  |
| 11   | Belassitza Petritch P      | 31  | 30 | 8  | 7  | 15 | 34 | 52 | -18  |
| 12   | Vidima-Rakovski Sevlievo P | 30  | 30 | 6  | 12 | 12 | 32 | 48 | -16  |
| 13   | Spartak Varna              | 30  | 30 | 8  | 6  | 16 | 35 | 46 | -11  |
| 14   | Botev Plovdiv              | 27  | 30 | 7  | 6  | 17 | 33 | 60 | -27  |
| 15   | Makedonka Slava Simitli P  | 17  | 30 | 8  | 2  | 20 | 32 | 58 | -26  |
| 16   | Chernomorets Burgas        | 16  | 30 | 4  | 6  | 20 | 30 | 68 | -38  |

|  | Qualification pour la Ligue des clubs champions 2004-2005                                |
|  | Qualification pour la Coupe UEFA 2004-2005                                               |
|  | Qualification pour la Coupe Intertoto 2004                                               |
|  | Relégation en 2e division                                                                |
|  | T : Tenant du titre C : Vainqueur de la Coupe de Bulgarie P : Promu de deuxième division |

## Bilan de la saison
| Championnat de Bulgarie de football 2003-2004              |                               |
| Champion                                                   | Lokomotiv Plovdiv (1er titre) |
| Coupes et trophées                                         |                               |
| Vainqueur de la Coupe de Bulgarie 2003-2004                | Litex Lovech                  |
| Qualifications continentales                               |                               |
| Ligue des clubs champions 2004-2005 (2e tour préliminaire) | Lokomotiv Plovdiv             |
| Coupe UEFA 2004-2005                                       | Litex Lovech                  |
| Coupe UEFA 2004-2005                                       | PFK Levski Sofia              |
| Coupe UEFA 2004-2005                                       | FK CSKA Sofia                 |
| Coupe Intertoto 2004                                       | Marek Dupnitsa                |
| Promotions et relégations                                  |                               |
| Promus en A PFL                                            | Beroe Stara Zagora            |
| Promus en A PFL                                            | Pirin Blagoevgrad             |
| Promus en A PFL                                            | PFC Nesebar                   |
| Relégués en B PFL                                          | Botev Plovdiv                 |
| Relégués en B PFL                                          | Makedonka Slava Simitli       |
| Relégués en B PFL                                          | Chernomorets Burgas           |